# Niels Holck
Niels Holck, né Niels Christian Nielsen en 1961 et connu comme étant Kim Peter Davy au cours du parachutage d'armes à Purulia en 1995, affaire dont il est l'un des principaux protagonistes, est un activiste et un auteur danois. Sa participation dans l'affaire précitée l'a conduit à être au cœur d'une controverse jusque dans les années 2000 et 2010 au sujet de l'éventualité ou non de son extradition vers l'Inde. 
Il est depuis quelques années[Quand ?] un homme d'affaires à la tête d'une entreprise de construction de maisons flottantes.

## Œuvres
- (da) Niels Holck et Kyroe Oejvind, De kalder mig terrorist (ils m’appellent terroriste), Copenhague,  People's Press, 2000, 270 p.,  (ISBN 978-87-7055-275-2), (OCLC 474109214)

## Vidéographie
- Il apparaît dans le documentaire Vol secret (da) de Andreas Koefoed (2014). Dans les scènes jouées, son rôle est tenu par l'acteur Andreas Führer[4].